# Grodziec Śląski
Grodziec Śląski – przystanek osobowy w Grodźcu, w powiecie bielskim, w województwie śląskim. Znajduje się na wysokości 320 m n.p.m.

## Historia
Przystanek kolejowy w Grodźcu został otwarty w 1888 roku gdy znalazł się na linii Kolei Miast Morawsko-Śląskich łączącej Morawy i Śląsk Cieszyński wraz z przedłużeniem do Kalwarii Zebrzydowskiej. Został ulokowany na obrzeżach miejscowości. Zbudowano ceglany budynek, w którym umieszczona została poczekalnia i kasa biletowa. Od 1929 roku przystanek zaczął funkcjonować jako stacja kolejowa, jednakże po II wojnie światowej ponownie funkcjonował jako przystanek wraz z dodatkowym torem. Przy bocznicy została zlokalizowana rampa oraz plac ładunkowy. Ceglany budynek jest zamieszkany. Z przystanku wytyczono niebieski szlak turystyczny na Błatnią. Jednak trasa została w 2010 roku zlikwidowana.